# Петер Ільстед

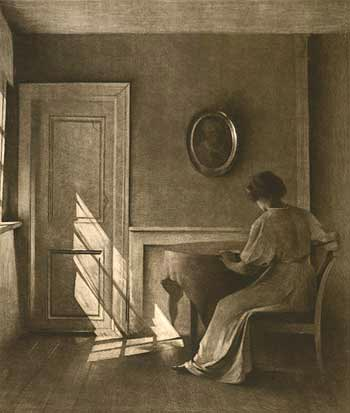
Сонячне проміння на дверях, мецотінт чорного кольору, колекція Vess

Пітер Ільстед (дан. Peter Ilsted, 14 лютого 1861 — 16 квітня 1933) — провідний данський художник і гравер. Найбільше відомий за своїми картинками з домашніми інтер'єрними сценами.

## Біографія
Пітер Вільгельм Ільстед народився в місті Сакскобінг (Гулдборгсунд, Данія) у сім'ї купця Єнса Петера Ільстеда та Йогани Софі Лунд. У 1891 році одружився з Інгеборгою Ловісою Петерсен (1869—1945).
У 1878 році вступив до Данської королівської академії образотворчих мистецтв, за п'ять років закінчив курс навчання. Дебютував на Весняній Шарлоттенборзській виставці 1883 року. Через два роки він приєднався до дослідницької поїздки через Італію до Єгипту, Палестини, Греції та Туреччини. Пізніше відвідав Шотландію, Англію, Голландію, Бельгію, Іспанію, Марокко та Францію. За підтримки Міністерства культури відвідав Всесвітню виставку 1889 у Парижі. Нагороджений медаллю Еккерсберга в 1890 та 1899 роках. Працював асистентом у Данській королівській академії з 1893—1905 рр., а також періодично працював консерватором-реставратором.
Ільстед помер в Копенгагені 1933 року.

## Художній стиль
Петер Ільстед та Вільгельм Хаммерсхьой, а також Карл Холсьо (1863—1935) — провідні художники Данії початку 20 століття. Усі троє художників були учасниками Вільних виставок (Den Frie Udstilling), прогресивної асоціації художників, заснованої в 1891 році. Вони відомі тим, що малювали «сонячні і мовчазні кімнати», витонченими кольорами. Їхні твори відображають впорядкованість спокійного життя — подібно до ранніх творів Вермера. Пізніше їхню творчість названо «Копенгагенською школою інтер'єру». Ці інтер'єри викликають одразу відчуття спокою та загадковості. Акуратні кімнати часто переглядаються ззаду — це змушує задуматися, чи справді сцени спокійні. Ранніми шанувальниками та колекціонерами творів Ільстеда були Джеймс Макнілл Вістлер, Дюрет та значущі мистецькі критики.
Хоча на перший погляд їхні роботи здаються схожими, Ільстед і Хаммерсхьой мають різні стилі. Картини Хаммерсхьоя мають сувору строгість, на відміну від сцени звичайного життя Ільстеда. Хоча іноді барвисті ранні малюнки Хаммерсхьоя нагадують Джеймса Тіссо (1836—1902), його творчість є цілком данською. Однак Ільстед був більше техніком, і зробив чималий внесок у галузі графічного мистецтва. Мецотінти Ільстеда (іноді друковані кольором à la poupeé) були дуже популярними і важливими в його дні. Вони були нововведенням у ЗМІ. Ільстед виставляв свої роботи по всій Європі, в Лондоні в 1907 році, в Німеччині та на Паризькому салоні, де вперше його творчість побачила європейська художня спільнота.
Ільстед мав великий успіх за життя і здобув багато премій та почестей за свою роботу. Він був єдиним членом групи, який також працював над гравюрами. Досягнення Ільстеда в мецотінтах були революційними. Деякі з його мецотінтів, більшість з яких були створені і в чорній, і в кольоровій версії, вважаються одними з найкращими в історії. Найбільший його внесок, який, імовірно, пізніше перейняли Тавік Шимон (187—1942), Мануель Роббе (1872—1936) та інші, — це à la poupée. Деякі історики мистецтва стверджують, що ці троє чоловіків винайшли цю техніку приблизно одночасно, незалежно одне від одного; єдиної думки щодо цього немає.
У 2001 році в Музеї мистецтва Метрополітен (Нью-Йорк) відбулася широка виставка творчості Ільстеда, Хаммерсхьоя та Вермера.

## Галерея

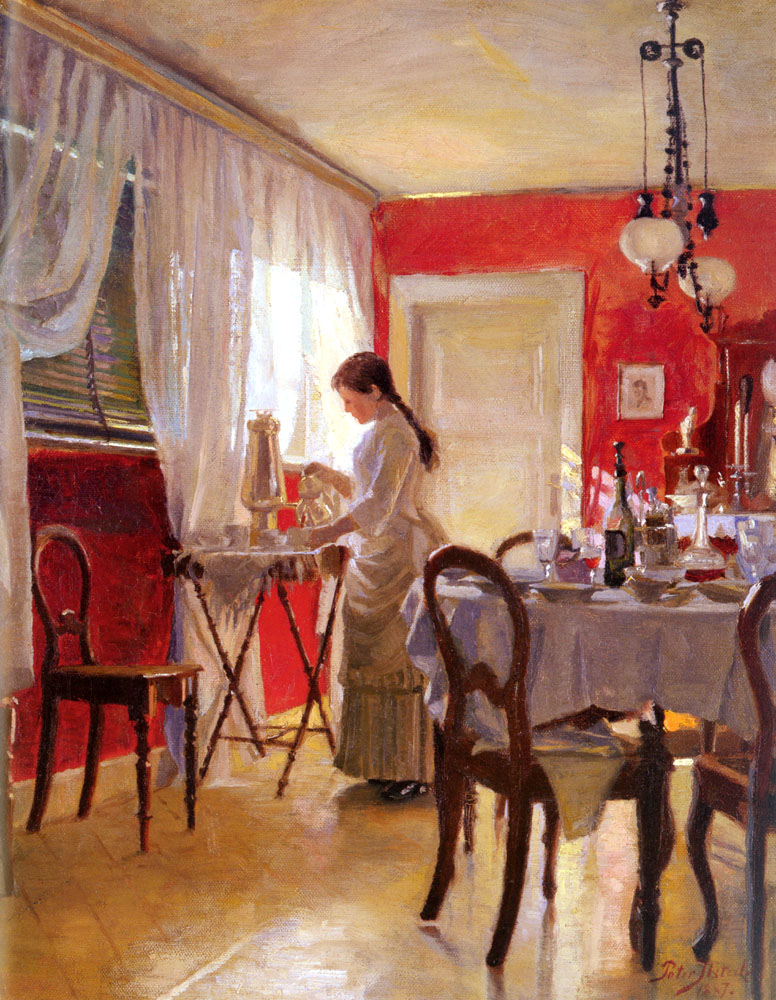
Їдальня (c. 1887)
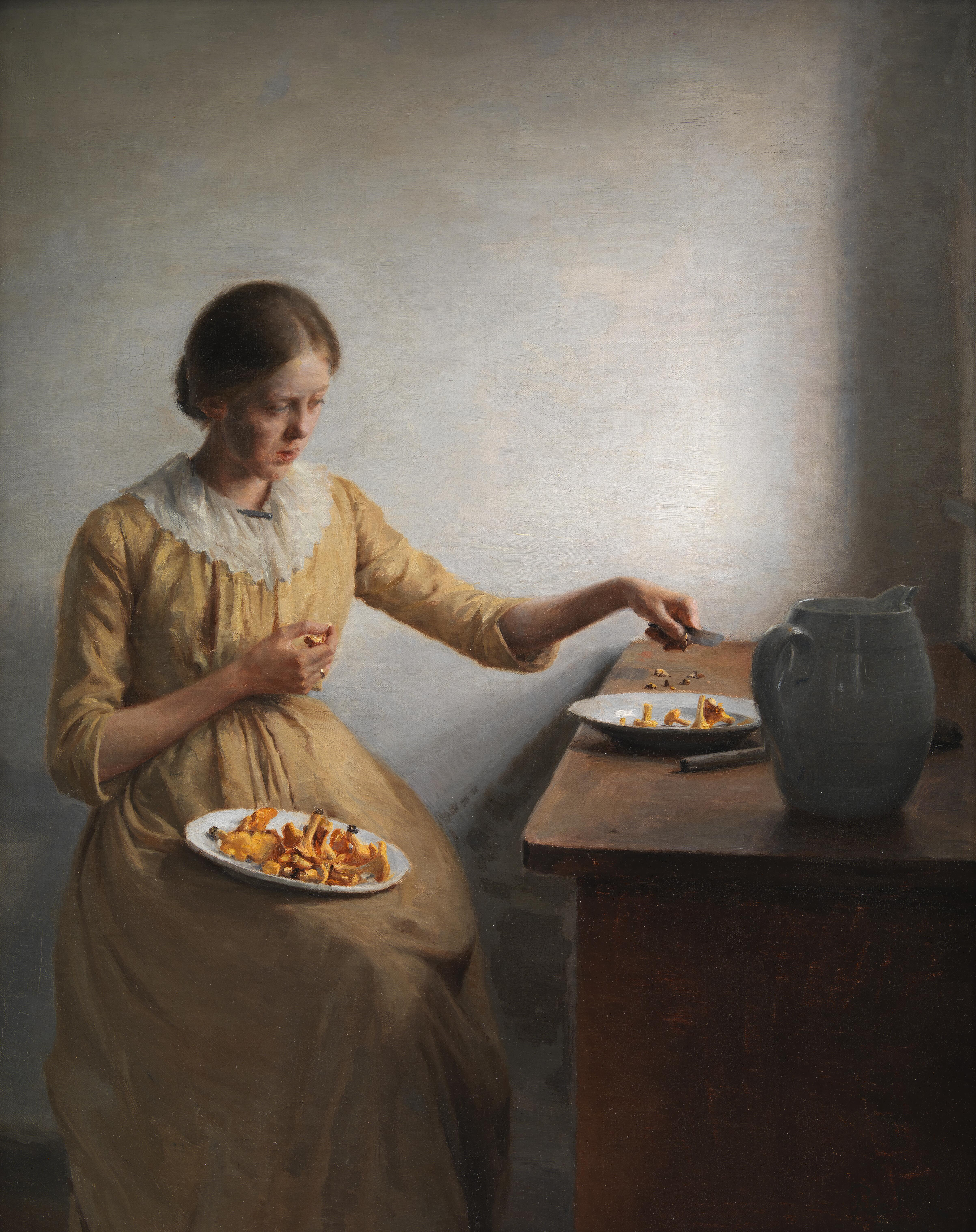
Молода дівчина готує лисички (1892)
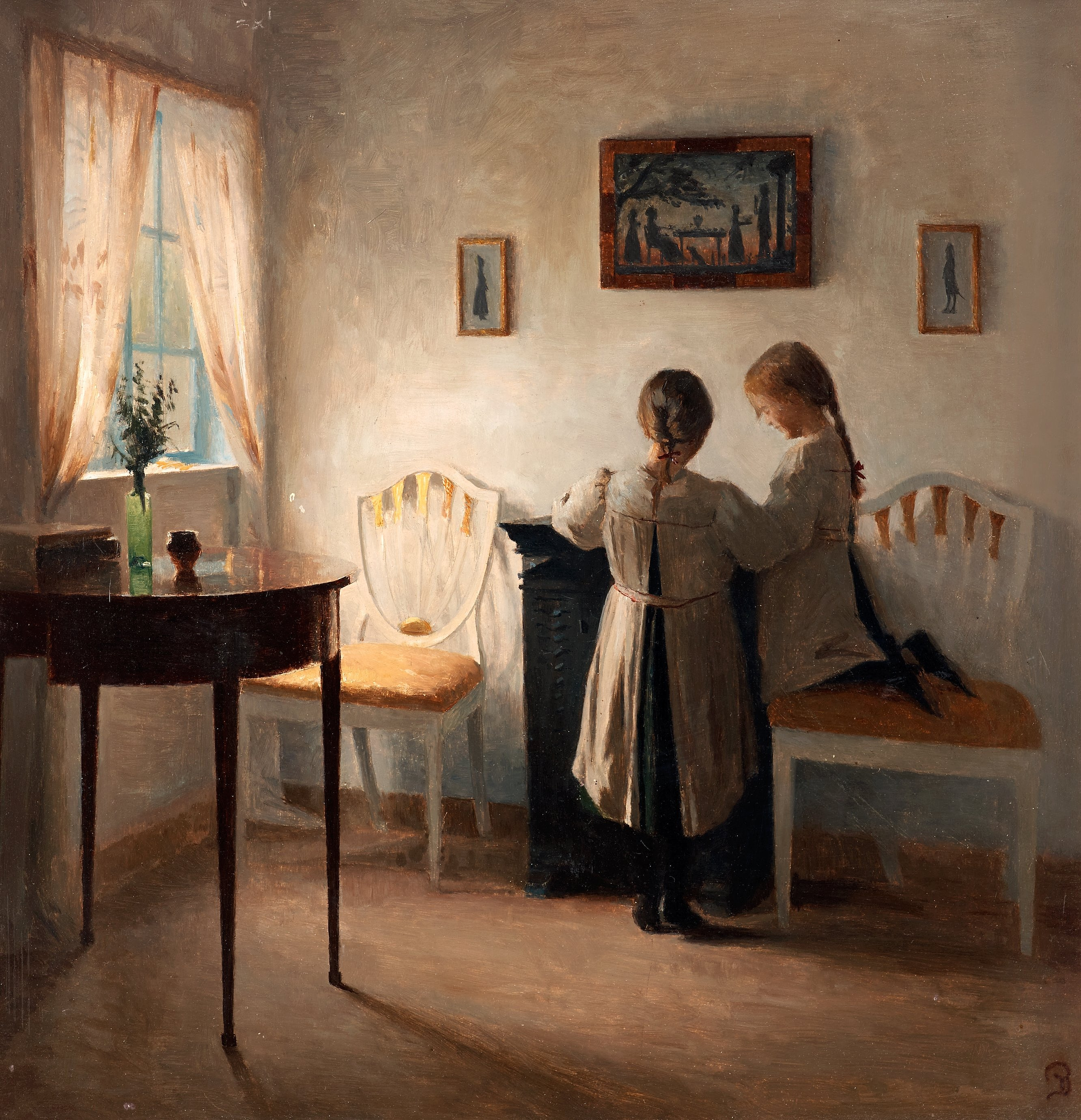
Інтер'єр з двома дівчатами (c. 1900)
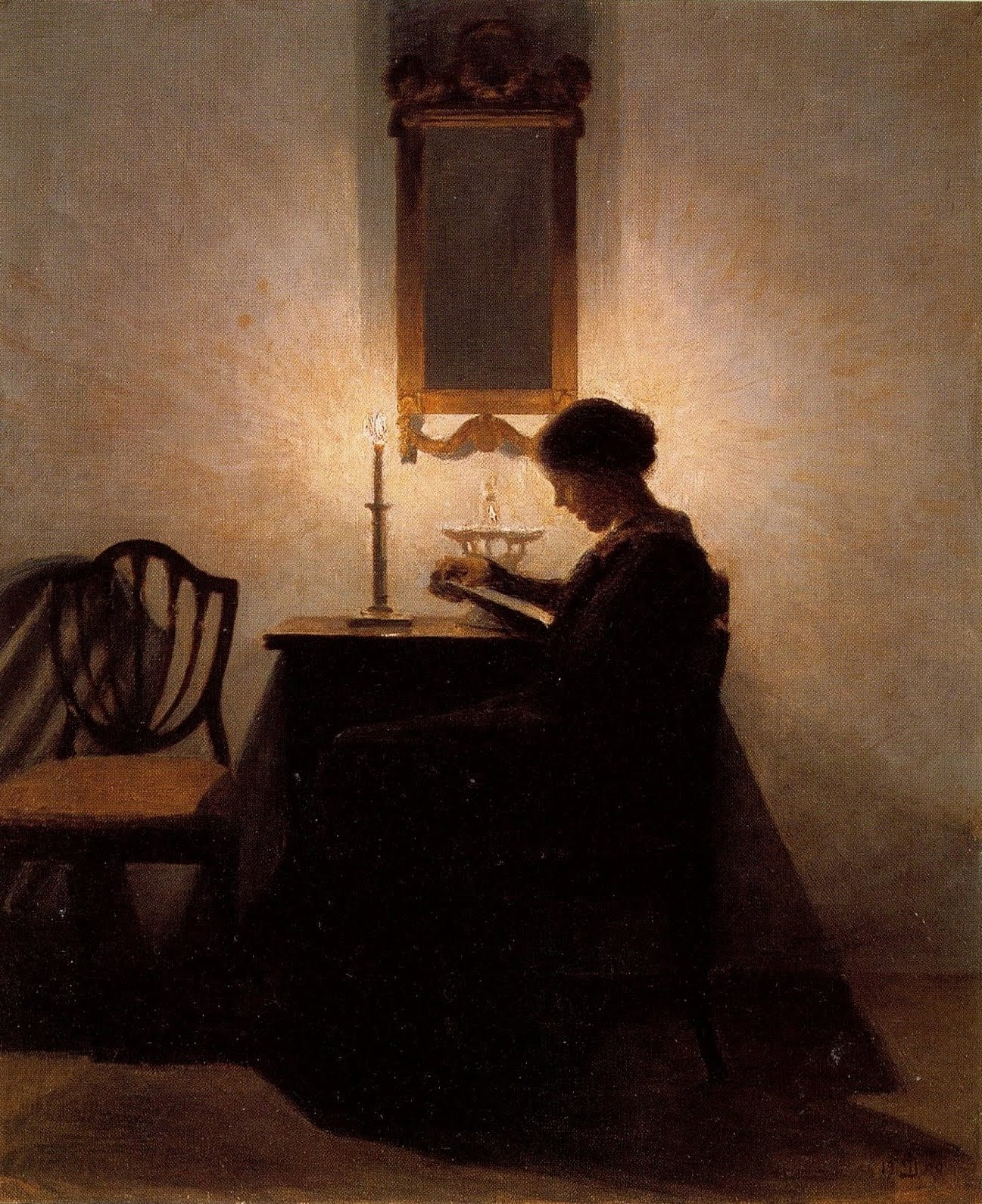
Жінка, що читає (1907)
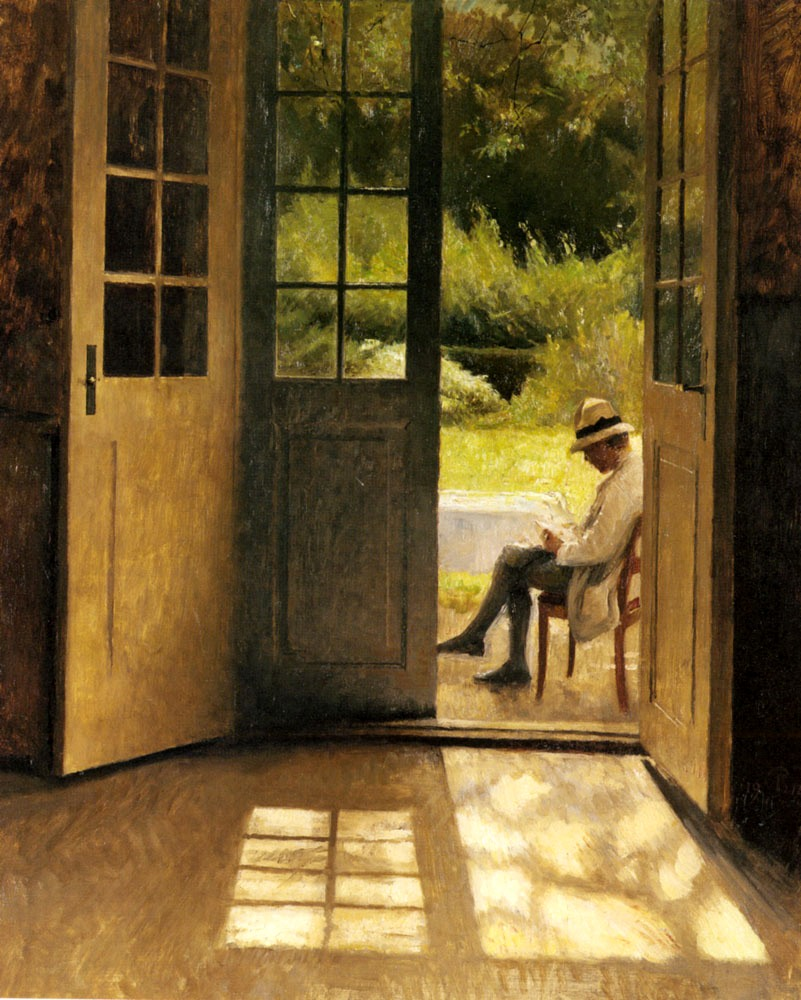
Розчинені двері (c. 1910)
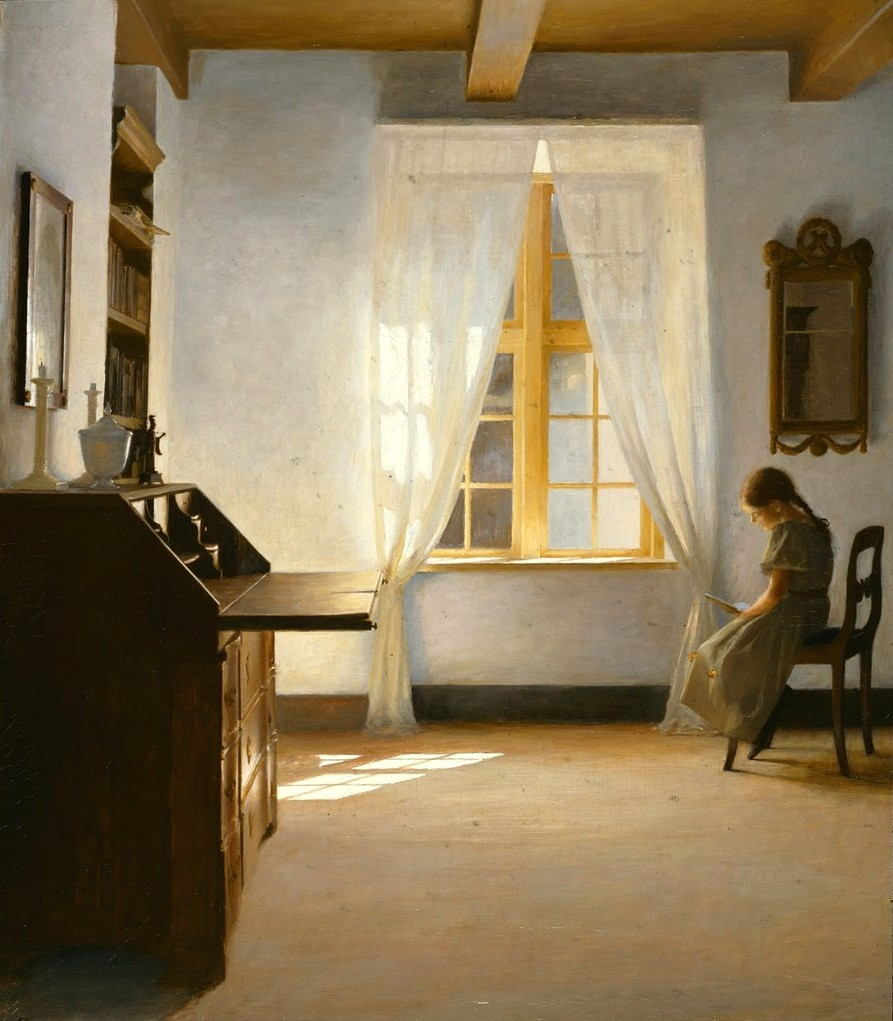
Інтер'єр з дівчиною, що читає (c. 1910)

## Інші джерела
- Donson, Theodore B. (1990) Peter Ilsted (1861—1933): Sunshine and Silent Rooms (Theodore B. Donson Ltd.)
- Lange, Bente (2011) Den Frie — Kunstnernes Hus (Den Frie Udstillingsbygning) ISBN 978-87-993178-3-7
- Berman, Patricia G. (2007) In Another Light: Danish Painting in the Nineteenth Century (Vendome Press) ISBN 978-0865651814